# Пашуки (Брестская область)
Пашуки (бел. Пашукі) — деревня в Каменецком районе Брестской области Белоруссии. Входит в состав Новицковичского сельсовета. Население — 45 человек (2019).

## География
Пашуки находятся в 13 к северу от города Каменец. Деревня стоит на юго-западной окраине национального парка Беловежская пуща на правом берегу реки Правая Лесная. Через деревню проходит автодорога Новицковичи — Каменюки.

## Достопримечательности
- Свято-Андреевская церковь. Построена в 1877 году из дерева, памятник архитектуры. В некоторых источниках названа Пречистенской[3]. Церковь включена в Государственный список историко-культурных ценностей Республики Беларусь[4] —  Историко-культурная ценность Республики Беларусь, шифр 113Г000360